# Oahu-nukupuu
Oahu-nukupuu (Hemignathus lucidus) är en fågel i familjen finkar inom ordningen tättingar som endast förekommer på Hawaiiöarna. Den förekom enbart på ön Oahu. Tidigare inkluderades även kauai-nukupuu (H. hanapepe) och maui-nukupuu (H. affinis) i arten. IUCN kategoriserar den som utdöd.

## Familjetillhörighet
Arten tillhör en grupp med fåglar som kallas hawaiifinkar. Länge behandlades de som en egen familj. Genetiska studier visar dock att de trots ibland mycket avvikande utseende är en del av familjen finkar, närmast släkt med rosenfinkarna. Arternas ibland avvikande morfologi är en anpassning till olika ekologiska nischer i Hawaiiöarna, där andra småfåglar i stort sett saknas helt.